# One Dimensional Man
Gli One Dimensional Man sono stati un gruppo musicale rock italiano originario di Venezia. Il loro stile fonde elementi noise rock e post hardcore con contaminazioni blues.

## Storia del gruppo

### Esordi
Nacquero nel 1996 dall'idea di Pierpaolo Capovilla (voce e basso) e Massimo Sartor (Venezia 1968) (chitarra). I due componenti inizialmente creano musica mediante l'utilizzo di una drum machine, ma poi ingaggiano il batterista Dario Perissutti (Venezia 1968), proveniente da varie esperienze come chitarrista sulla scena indie veneziana. Ugo Mazzia (Torino 1968), manager dei Fluxus, assiste la band in alcune circostanze e nelle relazioni.
Il nome della band è ispirato all'opera del filosofo tedesco Herbert Marcuse L'uomo a una dimensione, in cui viene denunciata la tendenza delle società occidentali moderne ad appiattire l'essere umano alla dimensione di individuo-consumatore, privato di sogni e aspirazioni diverse dal possesso di nuovi prodotti della società industriale.
La prima etichetta discografica a dare fiducia alla band è stata la Wide Records di Pisa che, nel maggio 1997, pubblica l'omonimo disco d'esordio. L'album One Dimensional Man è un disco furibondo, costruito su ritmi ossessivi, e viene apprezzato dalla critica specializzata. Si apre per il gruppo un'intensa attività live, che porta i tre degli "ODM" tra il 1997 e il 1998 a calcare i palchi di Italia, Croazia, Slovenia, Repubblica Ceca e Slovacchia. Suoneranno tra l'altro come gruppo spalla per gruppi quali Blonde Redhead, The Cows, Kepone, Fluxus, Uzeda e più avanti, nel 1999, con dEUS e Jon Spencer Blues Explosion.
Nel luglio del 1998 Massimo Sartor lascerà la band e verrà sostituito da Giulio Favero, giovane chitarrista dell'area indie padovana e precedentemente batterista dei Geyser. Proprio con l'arrivo di Giulio la sonorità della band si sposta più verso il blues e il rock degli anni ottanta (Birthday Party, The Cramps, Scratch Acid, Butthole Surfers).

### Anni 2000
Nel gennaio 2000 arriva il secondo disco 1000 Doses of Love, sempre con la Wide Records, una sorta di concept album dedicato all'amore e al suo fallimento. Il tour in questione durerà due anni e li porterà a suonare con band come Therapy?, Demolition Doll Rods, Delta 72, Melvins e nuovamente Jon Spencer Blues Explosion.
Nel settembre del 2001 si chiudono nel Red House Recordings di Senigallia per registrare il terzo disco, che uscirà nel novembre dello stesso anno col titolo You Kill Me e che sancirà il passaggio all'etichetta Gamma Pop. Il disco viene accolto molto positivamente da critica e pubblico. Da qui suoneranno per oltre un centinaio di date in Italia e una dozzina all'estero, parteciperanno al programma televisivo MTV Supersonic eseguendo tre brani live e realizzeranno il loro primo videoclip, You Kill Me (regia di G. Cecinelli / Digital Desk, Roma) che verrà programmato da varie emittenti musicali (MTV, All Music, Rock TV, etc.). Suonano inoltre in diversi festival estivi come Radio Sherwood Festival (Padova), Rockaralis (Cagliari), Frequenze Disturbate (Urbino, con Giant Sand), Arezzo Wave, Goa-Boa Festival (Genova) e Tora! Tora!.
Nel marzo 2003 partono per il loro primo tour europeo che li porterà a esibirsi a Berlino, Vienna, Lugano, Bruxelles, Amburgo.
Dopo 4 anni, 2 dischi e circa 200 concerti, Giulio Favero matura la decisione di lasciare la band per dedicarsi principalmente all'attività di produttore discografico, ma resterà comunque a collaborare per le registrazioni in studio e in qualità di produttore. Arriverà a sostituirlo Carlo Veneziano (Treviso 1983), giovane chitarrista dell'underground trevigiano col quale nel maggio del 2003 iniziano a comporre nuovo materiale e a suonare dal vivo. Durante un concerto il batterista Dario Perissutti si lussa una spalla e viene sostituito per una dozzina di date da Gianluca Schiavon (già con Santo Niente, Moltheni e successivamente Yuppie Flu).
Dopo una trentina di concerti tra cui alcune date del Tora! Tora!, Arezzo wave e una data del Rock TV tour (che andrà in onda sulla stessa emittente Rock TV), a gennaio 2004 tornano in studio per realizzare il quarto album, tra il Blocco A di Padova e il Red House Recordings Studio di Senigallia. Sarà registrato e missato da Giulio Favero (che come citato continua a collaborare con la band) e masterizzato da Giovanni Versari al Nautilus Mastering di Milano.
Il successivo disco esce il 21 giugno 2004, coprodotto dalle etichette Ghost Records e Midfinger Records e si intitola Take Me Away. Contiene 11 brani (di cui tre brani di Favero e i rimanenti di Carlo Veneziano) che tracciano un nuovo cambiamento nel sound della band, stavolta meno aggressivo, più votato alla melodia, talvolta con qualche spruzzo di garage, che conferma però la loro attitudine. In estate tornano dal vivo e partecipano a vari festival, tra gli altri Arezzo Wave, Neapolis Festival (con AIR, David Byrne e Arab Strap), Ghost Day (organizzato dell'etichetta varesina) con ospiti come Zu, Karate ed Ex, nuovamente alcune date del Tora! Tora! tra cui il Brand new: day a Fiumicino (RM).
Nel settembre 2004, Mauro Lovisetto, web-designer, grafico e fotografo trevigiano, alla sua prima esperienza come regista, realizza il loro secondo videoclip, Tell Me Marie, dirigendolo in uno studio di Padova per poi elaborarne un montaggio ricco di grafiche dinamiche, ambientazioni irreali e velocissime sequenze fotografiche. Il video comincia ad essere trasmesso dalle varie emittenti TV musicali da metà ottobre e a fine novembre viene premiato al MEI di Faenza (RA) come miglior videoclip indipendente dell'anno.
Nello stesso periodo si esibiscono in due negozi FNAC per presentare Take Me Away, con un inedito showcase acustico suonando Mad at Me, due inediti (In Your Arms e Gloria), ed una versione completamente riarrangiata di Just a Boy. La band continuerà a suonare live per tutto il 2005, esibendosi tra l'altro in vari festival tra cui il Tora! Tora!, l'Arezzo Wave, Piemonte Music Festival, Frequenze Disturbate (per la seconda volta), Metarock a Pisa e il Marcon Music Festival, e come spalla dei Motörhead a Cagliari.
Dopo 8 anni di live e 4 dischi, nel settembre 2005 Dario Perissutti lascia il gruppo e viene sostituito dal giovane Francesco Valente, proveniente dall'underground triestino, che debutta il 24 settembre a Basigliano, per poi continuare il rodaggio in un breve tour in Germania (25, 26, 27 ottobre) ad Amburgo, Berlino e Francoforte.
Nel novembre 2005 Pierpaolo Capovilla e Francesco Valente, insieme all'ex chitarrista Giulio Favero e al cantante-chitarrista dei Super Elastic Bubble Plastic, Gionata Mirai, danno vita al progetto Il Teatro degli Orrori, il cui nome si richiama al Teatro della crudeltà di artaudiana memoria. La band suona qualche data nel 2006 e comincia un vero e proprio tour nel 2007. Il 6 aprile 2007 pubblicano il loro primo disco, Dell'impero delle tenebre prodotto dall'etichetta La Tempesta Dischi/Venus.

### Anni 2010
Dopo aver tralasciato per qualche anno il progetto in favore de Il Teatro degli Orrori, nel mese di giugno del 2010, a distanza di 6 anni dall'ultimo disco, la band ha annunciato che sarebbe tornata ad esibirsi in un nuovo tour nel mese di ottobre, dove ha riproposto integralmente You Kill Me e alcuni brani inediti, con una nuova formazione che prevede, oltre a Pierpaolo Capovilla, il rientro di Giulio Favero alla chitarra e l'ingresso di Luca Bottigliero dei Mesmerico alla batteria.
Il 12 ottobre 2010 pubblicano sempre per La Tempesta Dischi/Venus il cofanetto The Box, che contiene i quattro album precedentemente incisi dalla band.
Il 28 giugno 2011 pubblicano il loro quinto album A Better Man. L'album, pubblicato per La Tempesta Dischi, vanta le collaborazioni di tanti artisti italiani e non: Eugene Robinson (Oxbow), Franz Stahl (Scream), Bob Rifo (Bloody Beetroots), Enrico Gabrielli (Calibro 35), Rodrigo D'Erasmo (Afterhours), Jacopo Battaglia (Zu) e Aucan.
Nel dicembre 2016 si riuniscono (con Franz Valente alla batteria e Carlo Veneziano alla chitarra) per alcune date e per registrare un nuovo disco, coadiuvati ai cori da Giulia Parin (Julinko) e Anna Carazzai (Love in Elevator, Lume) nel brano "crying shame".
Il 23 febbraio 2018, esce (per la tempesta international, goodfellas) il nuovo disco "you don't exist", preceduto dall'uscita in radio del singolo omonimo.
La copertina è firmata dall'artista veneziano Michele Bubacco. Registrato e mixato da Federico Grella e dalla band stessa presso i Dirty Sound Studio di Verona e masterizzato da Tommaso Benedetto agli YourOhm Studio B di Pordenone.

## Formazione

### Formazione attuale
- Pierpaolo Capovilla - voce e basso (1996-2006, 2010-2011, 2016-2021)
- Carlo Veneziano - chitarra (2003-2006, 2016-2021)
- Francesco Valente - batteria (2005-2006, 2016-2021)

### Ex componenti
- Massimo Sartor - chitarra (1996-1998)
- Dario Perissutti - batteria (1996-2005)
- Giulio Ragno Favero - chitarra (1998-2003, 2010-2011)
- Luca Bottigliero - batteria (2010-2011)

### Turnisti
- Gianluca Schiavon - batteria (2003)

## Discografia

### Album in studio
- 1997 - One Dimensional Man
- 2000 - 1000 Doses of Love
- 2001 - You Kill Me
- 2004 - Take Me Away
- 2011 - A Better Man
- 2018 - You Don't Exist

### Raccolte
- 2010 - The Box

### Compilation
- 1999 - Tracce